# Trentepohlia (Trentepohlia) reversalis
Trentepohlia (Trentepohlia) reversalis is een tweevleugelige uit de familie steltmuggen (Limoniidae). De soort komt voor in het Afrotropisch gebied.